# Сабер Еїд
Сабер Еїд Алі Омар (араб. صابر عيد; нар. 1 травня 1959, Ель-Махалла-ель-Кубра, Єгипет) — єгипетський футболіст, центральний захисник.

## Клубна кар'єра
Футбольну кар'єру розпочав у клубі «Газль Аль-Мехалла» з міста Ель-Махалла-ель-Кубра. У Прем'єр-лізі дебютував 1981 року, де швидко став основним гравцем основного складу. У 1986, 1993 та 1995 роках разом з командою ставав володарем кубку Єгипту. Футбольну кар'єру завершив 1995 року.

## Кар'єра в збірній
У футболці національної збірної Єгипту дебютував 1989 року. У 1990 році головний тренер єгипетської збірної Махмуд Ель-Гохарі викликав Алаа для участі в чемпіонаті світу 1990 року в Італії. На цьому турнірі єгиптяни провели 3 матчі групового етапу: з Нідерландами (1:1), з Ірландією (0:0) та з Англією (0:1). Проте в жодному з них Сабер на поле не виходив. У період з 1989 по 1991 рік зіграв 12 матчів у складі національної команди, в яких відзначився 1 голом.